# Scalesia retroflexa
Espèce
Synonymes
- Scalesia divisa Andersson[2]
- Scalesia retroflexa Hemsl.[2]
- Scalesia snodgrassii B.L.Rob.[2]

Statut de conservation UICN

 VU D2 : Vulnérable
Scalesia retroflexa est une espèce de plantes à fleurs de la famille des Asteraceae endémique des îles Galápagos.

## Publication originale
- Icones Plantarum 28: t. 2715. 1901.